# Медоу Оукс (Флорида)
Медоу Оукс (енгл. Meadow Oaks) насељено је место без административног статуса у америчкој савезној држави Флорида.

## Демографија
По попису из 2010. године број становника је 2.442.
| Група             | 2000.    | 2010.         |
| Белци             | 0 (0,0%) | 2.201 (90,1%) |
| Афроамериканци    | 0 (0,0%) | 33 (1,4%)     |
| Азијати           | 0 (0,0%) | 26 (1,1%)     |
| Хиспаноамериканци | 0 (0,0%) | 148 (6,1%)    |
| Укупно            | 0        | 2.442         |